# Still: A Michael J. Fox Movie
Still: A Michael J. Fox Movie é um documentário estadunidense de 2023 dirigido por Davis Guggenheim sobre a vida do ator Michael J. Fox e sua luta contra a doença de Parkinson. O filme estreou no Festival de Cinema de Sundance de 2023 em 20 de janeiro e foi lançado em 12 de maio de 2023, na Apple TV+.
O projeto ganhou o prêmio de Melhor Documentário do National Board of Review e recebeu sete indicações no 75º Primetime Emmy Awards, incluindo Melhor Documentário ou Especial de Não-Ficção, e cinco indicações (eventualmente vencendo todas) no Critics' Choice Documentary Awards.

## Recepção
No site agregador de resenhas Rotten Tomatoes, 99% das 149 resenhas dos críticos são positivas, com uma classificação média de 8,2/10. O consenso do site diz: "Comovente e profundo, Still: A Michael J. Fox Movie oferece uma visão cativante da vida e da carreira de um artista querido." O Metacritic, que usa uma média ponderada, atribuiu ao filme uma pontuação de 78 em 100, com base em 34 críticos, indicando críticas "geralmente favoráveis".